# Ganiyu Oseni
Ganiyu Bolayi Oseni (* 19. September 1991 in Oshogbo) ist ein nigerianischer Fußballspieler.

## Karriere

### Verein
Oseni begann seine Karriere beim nigerianischen Verein FC Prime Oshogbo und spielte dort bis 2008. Während dieser Zeit machte er bei der U-17-Fußball-Weltmeisterschaft 2007 auf sich aufmerksam und wurde anschließend an Espérance de Tunis und ZSKA Moskau ausgeliehen.
Im Sommer 2008 wechselte er zum tunesischen Klub Espérance Tunis und spielte dort eine Saison. Danach folgten Leihen an Kienlongbank Kien Giang und Hoàng Anh Gia Lai.
In der Sommertransferperiode 2013 wurde Oseni an den türkischen Zweitligisten Kahramanmaraşspor ausgeliehen. Er verließ den Verein zum Start der Rückrunde und kehrte nach Vietnam zurück. Dort spielte er bis 2019 bei verschiedenen Vereinen und wurde 2018 Torschützenkönig der V.League 1. Danach folgten unter anderem Wechsel nach Armenien, Kuwait und Oman.

### Nationalmannschaft
Oseni nahm mit der nigerianischen U-17-Nationalmannschaft an der U-17-Fußball-Weltmeisterschaft 2007 teil, mit der er den WM-Titel gewinnen konnte. Zudem wurde er im April 2011 in den Kader der U-23-Nationalmannschaft von Nigeria berufen, wo er beim 6:1 gegen Liberia zwei Tore erzielte.

## Erfolge
Nigeria U17
- U17-Weltmeisterschaft: 2007

## Auszeichnungen
V.League 1
- Torschützenkönig: 2018